# 吳柱業
吳柱業（英語：Ng Chu Yip，1963年9月24日—），生於香港，已退役香港著名籃球運動員，暱稱「柱仔」，多年來一直是香港男子籃球代表隊主力球員，擔任隊長，於2005年結束球員生涯，已婚育有一子一女，曾任職水務署，現已退役。

## 籃球生涯
吳柱業生於香港，早年就讀香島中學，讀完中四便輟學，於1979年15歲的他正式展開其甲一籃球人生路，先後効力過均安、思遠、威立、宏達及永倫等班霸，其中於1997年協助威立奪得亞洲冠軍球會盃，震驚香港體育界，在1980至1995年為香港代表隊主力成員，於2003年一度退役，其後曾經短暫復出，再於2005年正式結束球員生涯。吳柱業退役後進修英語、普通話及電腦課程，曾從事地盤測量、酒廊主任，至1989年考入水務署，期間升過兩次職，由雜工捱到做監工。

## 家庭生活
吳柱業已婚育有一子一女，兒子吳嘉軒在學界以隊長身份帶領英華書院奪獎無數，17歲中學畢業就加入甲一組班霸球隊永倫，及後亦在甲一組效力，畢業後修讀工商管理學系以及運動科學和物理治療碩士。

## 外部連結
- 香港籃球總會網頁（页面存档备份，存于）